# Герріт Комрей
Герріт Комрі (нід. Gerrit Jan Komrij; 30 березня 1944, Вінтерсвейк — 5 липня 2012, Амстердам) — нідерландський поет, письменник, полеміст, літературний критик, перекладач і драматург.

## Життєпис
Закінчив Амстердамський університет, де вивчав західноєвропейську літературу. Дебютував книгою віршів у 1968 році.
У 1969 році очолив літературний журнал Maatstaf. Заснував журнал поезії Аватер (за назвою знаменитої поеми Нейхофа). Великий вплив на формування літературного канону Нідерландів надали випущені цим послідовним іконоборцем в 1970-1990-х роках антології нідерландської поезії XVII–XVIII і XIX–XX ст., поезії мовою африкаанс, віршів для дітей, що викликали жваву полеміку. З початку 1980-х переїхав до Португалії, де з тих пір здебільшого і жив (Алвітеш, Олівейра-ду-Ошпітал).
Співчуття у зв'язку з кончиною Герріта Комрея висловила королева Беатрікс.

## Творчість
Геррітта називали поетом Абсурдистану. Крім книг віршів і оповідань, йому належать кілька напівбіографічних творів — Знищена Аркадія (1980), Демони (2003) та ін. Перекладав Шекспіра. Як поет співпрацював з нідерландським ансамблем старовинної музики Camerata Trajectina. На його лібрето написані опери Бенкет (1989) Петера Схата, Чужоземні мотиви (2001) Антоніу Шагаса Троянди. У 2006 році видав книгу Какафонія Комрея: енциклопедія лайна.

### Вибрані книги
Вірші
- Магдебурзькі півкулі і інші вірші (нід. Maagdenburgse halve bollen en andere gedichten) (1968)
- Патентований будильник Комрея (нід. Komrij's Patentwekke) (1974)
- Бик на дзвіниці (нід. De os op de klokketoren) (1982)
- Два світи (нід. Twee werelden) (1987)
- Дим без вогню (нід. Rook zonder vuur) (1998)
- 52 сонета на кінець століття (нід. Sonnetten bij het Verglijden van de Eeuw) (2000)
- Міражі (нід. Luchtspiegelingen) (2001)

Проза
- Бізнес-ланч в Сінтрі і інші португальські історії (нід. Een zakenlunch in Sintra en andere Portuguese verhalen), новели (1995)
- Полтергейст (нід. De klopgeest), роман (2001)

Визнання
- Поетична премія міста Амстердам (1970).
- Премія Германа Гортера (1982).
- Премія П. Гофта (1993).
- Премія «Золота Сова» (1999).
- Звання національного поета-лауреата (2000–2004).
- Премія Срібний грифель за вірші для дітей (2008).